# Son Sardina

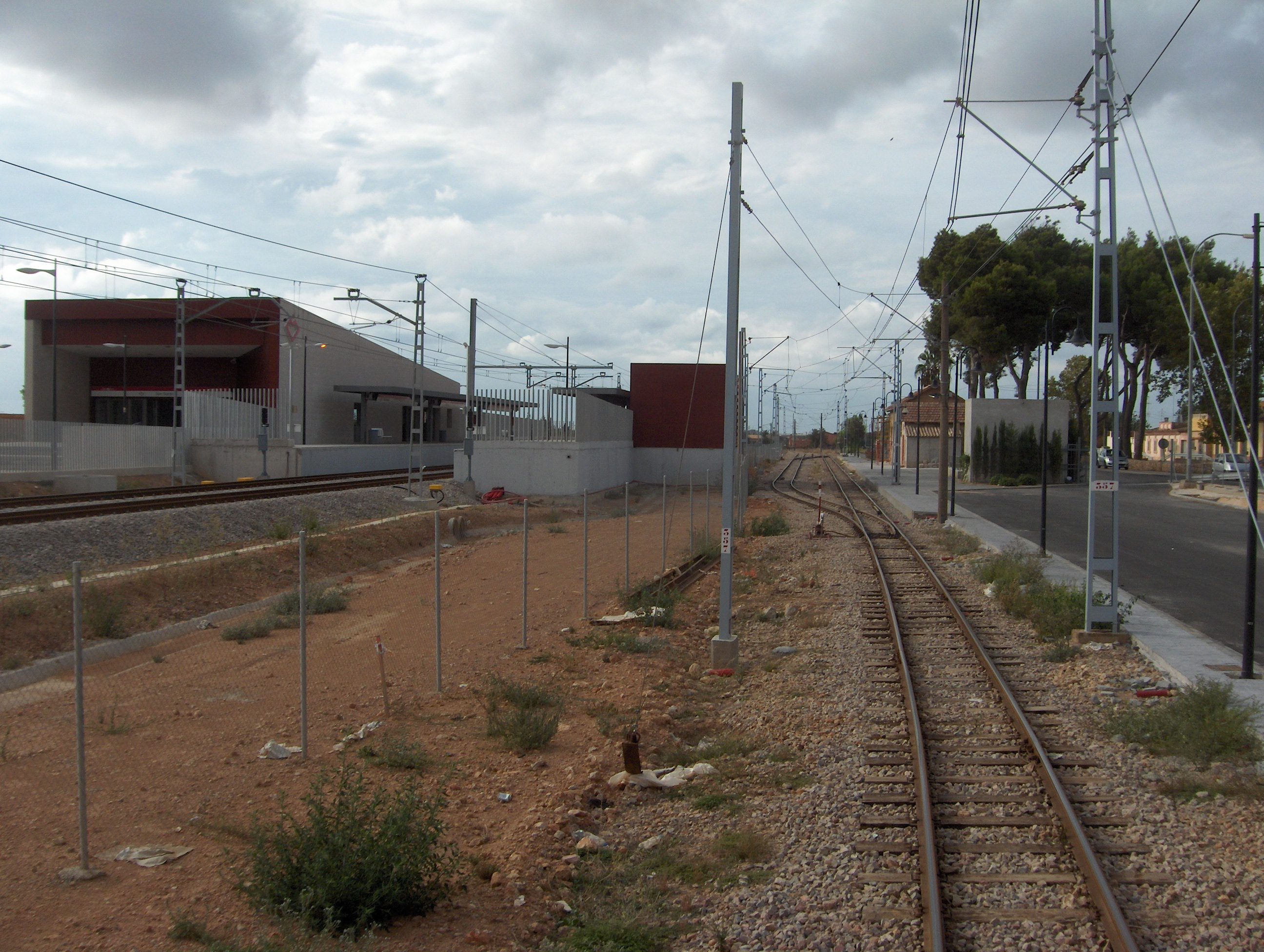
L'estació del tren de Son Sardina.

Son Sardina és una localitat de la ciutat de Palma del districte nord. Limita a ponent amb Son Espanyol, a llevant amb la Indioteria, a nord amb els termes municipals d'Esporles, Valldemossa i Bunyola i al sud amb Palma pel Torrent d'en Barberà.
S'hi arriba per la carretera de Sóller o amb transport públic, mitjançant la línia 12 de l'EMT; també té un carril bici que connecta amb Palma. Pels voltants de Son Sardina, hi transcorren el tren de Sóller i el metro, on hi ha una estació en superfície.
Dins dels límits administratius del barri de Son Sardina hi ha el petit nucli de sa Garriga, situat més al nord, a l'alçada de Son Reus.

## Instal·lacions i serveis
L'església de Son Sardina, sota l'advocació de la Immaculada Concepció, es va bastir entre 1926 i 1929 en estil neoclàssic en el lloc que ocupava l'antic temple, del qual només ha perdurat el campanar, que data de 1811.
Al nord de la vila també hi ha un camp de futbol, de propietat municipal, on juguen totes les seccions del Son Sardina, tant del futbol base com els equips sèniors masculí i femení.
A la vila també hi ha una escola (CEIP Maria Antònia Salvà), una escoleta, un institut (IES Son Pacs, al sud de la localitat), un mercat, un forn, un casal, un PAC, una veterinària, una apotecaria, un hotel, un lloguer d'habitacions, una residència, diversos bars, una pizzeria, un carril bici, un club poliesportiu (UDYR), associació de veïnats i organitzacions per activitats per als joves i majors.

## Festes i esdeveniments
Al poble se celebren diverses festes. La nit dels Reis se celebra una colcada, que parteix de la creu de terme situada a l'entrada sud del poble. Per Sant Sebastià (dia 20 de gener, tot i que de vegades se celebra més tard), patró de la ciutat de Mallorca, se celebra un fogueró i una torrada popular acompanyada d'un concert. Les festes patronals se celebren a començament de setembre, entorn del dia 12 de setembre (el dia del Dolç Nom de Maria), tot i que la patrona de la parròquia de Son Sardina és la Immaculada Concepció (8 de desembre); entre altres activitats se duen a terme correfocs, cercaviles, concerts, balls populars, un correbars, sopars a la fresca, carreres de joies i també se celebra una missa major a la patrona en la qual ballen els cossiers.
La vila disposa d'una colla de geganters, que disposa, juntament amb l'associació de veïns de la vila, d'una parella de nom na Comes i es Comaro", que fan quatre metres d'alt i s'estrenaren l'any 2004. Tant ells com en Cosmet, un altre gegant de la colla de geganters, representen personatges sardiners històrics que el poble volgué homenatjar fent-los un gegant. Surten a ballar per les festes patronals.
A la vila també hi ha una colla de dimonis, anomenada EnFOCats, que s'encarrega d'organitzar els correfocs de la vila d'ençà de la seva fundació el 2008. Surten a córrer per les festes patronals i per Sant Sebastià, entre altres actuacions arreu de l'illa.

### Cossiers
Son Sardina és una de les localitats de Mallorca on es balla el ball dels cossiers, amb la particularitat d'ésser l'únic poble de Mallorca en què sols ballen dones, a excepció de la figura del dimoni (fins al dia d'avui sols han estat homes els que han fet de dimoni). Varen ballar per primera vegada el dia del Corpus de l'any 1981, i de llavors ençà han ballat cada any llevat del 2020 a causa de la COVID-19. D'ençà del 2004-2005 sols ballen per les festes patronals, el dia de la Mare de Déu de Setembre. Duen a terme un ball dins l'església, un ball a la plaça de l'església amb el dimoni i acaben acompanyant les canyes fins al lloc on es duen a terme les tradicionals carreres de joies.